# Originalsprache
Der Begriff Originalsprache bezeichnet in Literatur, Film und Oper diejenige Sprache, in der das Werk ursprünglich verfasst wurde.
Um den Handlungsablauf einer Aufführung in Originalsprache nachvollziehen zu können, wurden im Film Untertitel und in der Oper Übertitel eingeführt. Seit Beginn des 21. Jahrhunderts werden Übertitel zunehmend auch bei fremdsprachigen Schauspielproduktionen eingesetzt, etwa bei 
Gastspielen. Wichtigstes Argument für die Originalsprache ist auf künstlerischer Ebene die Authentizität des Kunstwerks, weshalb oft seit den 1970er Jahren zunehmend Urtexte, Urfassungen und der Director’s Cut in den Mittelpunkt des Interesses gerückt sind.
Das Bemühen um originalsprachige Aufführungen im Film beruht auf der offenkundigen Diskrepanz zwischen Bild und Ton, d. h. nicht lippensynchrone Sprache. Auch wird von Cineasten kritisiert, dass die fremdsprachigen Synchronisationen im Regelfall von anderen Schauspielern gesprochen werden. Romy Schneider war eine der seltenen Ausnahmen, die ihre in Frankreich gedrehten Filme auch in Deutsch synchronisierte. In der Oper stammt der internationale Trend zur Originalsprache einerseits aus der Schwierigkeit, singbare Übersetzungen zu erstellen, andererseits aus der Internationalität der Besetzungen. Daher haben renommierte Opernhäuser auch deshalb schon früh auf originalsprachige Aufführungen umgestellt, auch um im Krankheitsfall rasch einen verfügbaren Sänger einfliegen zu können.

## Abkürzungen
- OF steht für Originalfassung
- UT steht für Untertitel